# Первая лига Украины по футболу 2014/2015
Первая лига Украины по футболу 2014/2015 — 24-й сезон Чемпионата Украины по футболу среди представителей Первой лиги. Первый тур чемпионата прошёл 27 июля 2014 года.

## Регламент
Выдержки из «Регламента Всеукраинских соревнований по футболу среди команд ПФЛ сезона 2014—2015 годов».
Статья 12. Определение мест команд в турнирной таблице.
2. Места команд определяются по таким показателям, полученным во всех матчах:
а) большее количество набранных очков;
б) лучшая разница забитых и пропущенных мячей;
в) большее количество забитых мячей.
3. В случае равенства показателей, указанных в п.2 данной статьи у двух и более команд, преимущество получают команды, которые в матчах со всеми конкурентами имеют лучшие показатели:
а) большее количество набранных очков;
б) лучшая разница забитых и пропущенных мячей;
в) большее количество забитых мячей;
г) большая средняя оценка в конкурсе «Честная игра» (по результатам всех матчей).
4. В случае равенства показателей, указанных в п.3 данной статьи, у двух и более команд, которые по результатам чемпионата заняли первое, второе или третье место, для определения мест этих команд проводится дополнительный матч (-и) на нейтральном поле. Если основное время матча завершилось вничью, для определения победителя применяется процедура, приведенная в ст. 6 Приложения № 1 к этому Регламенту.
Статья 13. Переход команд из лиги в лигу по результатам соревнований.
2. Команда первой лиги, которая заняла первое место, переходит в Премьер-лигу при условии соблюдения этой командой требований Регламента Премьер-лиги и наличия аттестата, который даёт право участия в соревнованиях среди команд клубов Премьер-лиги.
3. Команды первой лиги, которые заняли пятнадцатое и шестнадцатое места, переходят во вторую лигу.
2. Команда первой лиги, которая заняла четырнадцатое место, проводит стыковые матчи с третьей командой второй лиги, за сохранение места в первой лиге.
6. В случае, если на протяжении сезона в первой лиге исключена/снята с соревнований одна команда, во вторую лигу переходит команда, которая заняла последнее место в первой лиге.
7. В случае, если на протяжении сезона в первой лиге исключены/сняты с соревнований две команды, во вторую лигу не переходит ни одна из команд первой лиги.
8. В других случаях решение про переход команд из лиги в лигу принимает Центральный Совет. Обязательными условиями при этом остаются соблюдение командами спортивного принципа и наличие у клубов соответствующих аттестатов.
Приложение № 1.
Статья 6. Определение победителя.
Если в основное время матч завершился вничью, назначается дополнительное время (2 тайма по 15 минут). Если в дополнительное время не будет определён победитель, назначается серия послематчевых 11-метровых ударов, в соответствии с Правилами игры.

## Участники

### Изменения
- По итогам сезона 2013/14 право выступать в Премьер-лиге завоевали «Олимпик» (Донецк) (1-е место) и ПФК «Александрия» (2-е место). Команда «Александрия» от своего права отказалась. Премьер-лигу в сезоне 2014/2015 пополнил только «Олимпик».
- Во вторую лигу не опустился ни один клуб.
- Из второй лиги 2013/14 квалифицировались футбольные клубы:

«Горняк-Спорт» (Комсомольск) — победитель турнира.
«Сталь» (Днепродзержинск) — серебряный призёр.
«Тернополь» — бронзовый призёр.
«Горняк» (Кривой Рог) — четвёртое место.
- Клуб «Титан» снялся с соревнований из-за невозможности проведения матчей чемпионата Украины в Крыму.
- Клуб «УкрАгроКом» (Головковка) снялся с соревнований из-за объединения с ПФК «Александрия».
- Клуб «Авангард» (Краматорск) приостановил своё членство в ПФЛ из-за вооружённого конфликта на востоке Украины.

### Состав участников
| Клуб              | Город           | Стадион                         | Вместимость |
| ----------------- | --------------- | ------------------------------- | ----------- |
| Александрия       | Александрия     | КСК «Ника»                      | 7 000       |
| Буковина          | Черновцы        | СОУ «Буковина»                  | 12 000      |
| Гелиос            | Харьков         | «Солнечный»                     | 4 924       |
| Горняк            | Кривой Рог      | «Металлург»                     | 29 783      |
| Горняк-Спорт      | Комсомольск     | «Юность»                        | 2 500       |
| Десна             | Чернигов        | Стадион им. Ю. Гагарина         | 12 060      |
| Динамо-2          | Киев            | УТБ «Динамо»                    | 750         |
| Звезда            | Кировоград      | «Звезда»                        | 14 628      |
| Нефтяник-Укрнефть | Ахтырка         | «Нефтяник»                      | 5 256       |
| Нива              | Тернополь       | «Городской»                     | 16 450      |
| Николаев          | Николаев        | «Центральный городской стадион» | 16 700      |
| Полтава           | Полтава         | «Локомотив»                     | 2 500       |
| Сталь А           | Алчевск         | «Сталь»                         | 9 200       |
| Сталь Д           | Днепродзержинск | «Металлург»                     | 2 900       |
| Сумы              | Сумы            | «Юбилейный»                     | 25 830      |
| Тернополь         | Тернополь       | «Городской»                     | 16 450      |

- Из-за вооружённого конфликта на востоке Украины, Алчевская Сталь проводит домашние матчи в городе Карловка на стадионе: «Машиностроитель».

### Города и стадионы
| Александрия | Алчевск | Ахтырка | Днепродзержинск | Киев | Кировоград          |
| --- | --- | --- | --- | --- | ------------------- |
| Ника | Сталь | Нефтяник | Металлург | УТБ «Динамо» | Звезда              |
| Вместимость: 7,000 | Вместимость: 9,200 | Вместимость: 5,526 | Вместимость: 2,900 | Вместимость: 750 | Вместимость: 14,628 |
| | | | | |                     |
| Комсомольск | \| Динамо-2 Гелиос Александрия Нефтяник-Укрнефть Сталь А. Звезда Буковина Николаев Сумы Полтава Десна Нива Горняк Горняк-Спорт Сталь Д. Тернополь Сталь А.Местоположение стадионов участников первой лиги 2014/2015 \| | \| Динамо-2 Гелиос Александрия Нефтяник-Укрнефть Сталь А. Звезда Буковина Николаев Сумы Полтава Десна Нива Горняк Горняк-Спорт Сталь Д. Тернополь Сталь А.Местоположение стадионов участников первой лиги 2014/2015 \| | \| Динамо-2 Гелиос Александрия Нефтяник-Укрнефть Сталь А. Звезда Буковина Николаев Сумы Полтава Десна Нива Горняк Горняк-Спорт Сталь Д. Тернополь Сталь А.Местоположение стадионов участников первой лиги 2014/2015 \| | \| Динамо-2 Гелиос Александрия Нефтяник-Укрнефть Сталь А. Звезда Буковина Николаев Сумы Полтава Десна Нива Горняк Горняк-Спорт Сталь Д. Тернополь Сталь А.Местоположение стадионов участников первой лиги 2014/2015 \| | Кривой Рог          |
| Юность | \| Динамо-2 Гелиос Александрия Нефтяник-Укрнефть Сталь А. Звезда Буковина Николаев Сумы Полтава Десна Нива Горняк Горняк-Спорт Сталь Д. Тернополь Сталь А.Местоположение стадионов участников первой лиги 2014/2015 \| | \| Динамо-2 Гелиос Александрия Нефтяник-Укрнефть Сталь А. Звезда Буковина Николаев Сумы Полтава Десна Нива Горняк Горняк-Спорт Сталь Д. Тернополь Сталь А.Местоположение стадионов участников первой лиги 2014/2015 \| | \| Динамо-2 Гелиос Александрия Нефтяник-Укрнефть Сталь А. Звезда Буковина Николаев Сумы Полтава Десна Нива Горняк Горняк-Спорт Сталь Д. Тернополь Сталь А.Местоположение стадионов участников первой лиги 2014/2015 \| | \| Динамо-2 Гелиос Александрия Нефтяник-Укрнефть Сталь А. Звезда Буковина Николаев Сумы Полтава Десна Нива Горняк Горняк-Спорт Сталь Д. Тернополь Сталь А.Местоположение стадионов участников первой лиги 2014/2015 \| | Металлург           |
| Вместимость: 2,500 | \| Динамо-2 Гелиос Александрия Нефтяник-Укрнефть Сталь А. Звезда Буковина Николаев Сумы Полтава Десна Нива Горняк Горняк-Спорт Сталь Д. Тернополь Сталь А.Местоположение стадионов участников первой лиги 2014/2015 \| | \| Динамо-2 Гелиос Александрия Нефтяник-Укрнефть Сталь А. Звезда Буковина Николаев Сумы Полтава Десна Нива Горняк Горняк-Спорт Сталь Д. Тернополь Сталь А.Местоположение стадионов участников первой лиги 2014/2015 \| | \| Динамо-2 Гелиос Александрия Нефтяник-Укрнефть Сталь А. Звезда Буковина Николаев Сумы Полтава Десна Нива Горняк Горняк-Спорт Сталь Д. Тернополь Сталь А.Местоположение стадионов участников первой лиги 2014/2015 \| | \| Динамо-2 Гелиос Александрия Нефтяник-Укрнефть Сталь А. Звезда Буковина Николаев Сумы Полтава Десна Нива Горняк Горняк-Спорт Сталь Д. Тернополь Сталь А.Местоположение стадионов участников первой лиги 2014/2015 \| | Вместимость: 29,783 |
| | \| Динамо-2 Гелиос Александрия Нефтяник-Укрнефть Сталь А. Звезда Буковина Николаев Сумы Полтава Десна Нива Горняк Горняк-Спорт Сталь Д. Тернополь Сталь А.Местоположение стадионов участников первой лиги 2014/2015 \| | \| Динамо-2 Гелиос Александрия Нефтяник-Укрнефть Сталь А. Звезда Буковина Николаев Сумы Полтава Десна Нива Горняк Горняк-Спорт Сталь Д. Тернополь Сталь А.Местоположение стадионов участников первой лиги 2014/2015 \| | \| Динамо-2 Гелиос Александрия Нефтяник-Укрнефть Сталь А. Звезда Буковина Николаев Сумы Полтава Десна Нива Горняк Горняк-Спорт Сталь Д. Тернополь Сталь А.Местоположение стадионов участников первой лиги 2014/2015 \| | \| Динамо-2 Гелиос Александрия Нефтяник-Укрнефть Сталь А. Звезда Буковина Николаев Сумы Полтава Десна Нива Горняк Горняк-Спорт Сталь Д. Тернополь Сталь А.Местоположение стадионов участников первой лиги 2014/2015 \| |                     |
| Николаев | \| Динамо-2 Гелиос Александрия Нефтяник-Укрнефть Сталь А. Звезда Буковина Николаев Сумы Полтава Десна Нива Горняк Горняк-Спорт Сталь Д. Тернополь Сталь А.Местоположение стадионов участников первой лиги 2014/2015 \| | \| Динамо-2 Гелиос Александрия Нефтяник-Укрнефть Сталь А. Звезда Буковина Николаев Сумы Полтава Десна Нива Горняк Горняк-Спорт Сталь Д. Тернополь Сталь А.Местоположение стадионов участников первой лиги 2014/2015 \| | \| Динамо-2 Гелиос Александрия Нефтяник-Укрнефть Сталь А. Звезда Буковина Николаев Сумы Полтава Десна Нива Горняк Горняк-Спорт Сталь Д. Тернополь Сталь А.Местоположение стадионов участников первой лиги 2014/2015 \| | \| Динамо-2 Гелиос Александрия Нефтяник-Укрнефть Сталь А. Звезда Буковина Николаев Сумы Полтава Десна Нива Горняк Горняк-Спорт Сталь Д. Тернополь Сталь А.Местоположение стадионов участников первой лиги 2014/2015 \| | Полтава             |
| Центральный городской | \| Динамо-2 Гелиос Александрия Нефтяник-Укрнефть Сталь А. Звезда Буковина Николаев Сумы Полтава Десна Нива Горняк Горняк-Спорт Сталь Д. Тернополь Сталь А.Местоположение стадионов участников первой лиги 2014/2015 \| | \| Динамо-2 Гелиос Александрия Нефтяник-Укрнефть Сталь А. Звезда Буковина Николаев Сумы Полтава Десна Нива Горняк Горняк-Спорт Сталь Д. Тернополь Сталь А.Местоположение стадионов участников первой лиги 2014/2015 \| | \| Динамо-2 Гелиос Александрия Нефтяник-Укрнефть Сталь А. Звезда Буковина Николаев Сумы Полтава Десна Нива Горняк Горняк-Спорт Сталь Д. Тернополь Сталь А.Местоположение стадионов участников первой лиги 2014/2015 \| | \| Динамо-2 Гелиос Александрия Нефтяник-Укрнефть Сталь А. Звезда Буковина Николаев Сумы Полтава Десна Нива Горняк Горняк-Спорт Сталь Д. Тернополь Сталь А.Местоположение стадионов участников первой лиги 2014/2015 \| | Локомотив           |
| Вместимость: 16,700 | \| Динамо-2 Гелиос Александрия Нефтяник-Укрнефть Сталь А. Звезда Буковина Николаев Сумы Полтава Десна Нива Горняк Горняк-Спорт Сталь Д. Тернополь Сталь А.Местоположение стадионов участников первой лиги 2014/2015 \| | \| Динамо-2 Гелиос Александрия Нефтяник-Укрнефть Сталь А. Звезда Буковина Николаев Сумы Полтава Десна Нива Горняк Горняк-Спорт Сталь Д. Тернополь Сталь А.Местоположение стадионов участников первой лиги 2014/2015 \| | \| Динамо-2 Гелиос Александрия Нефтяник-Укрнефть Сталь А. Звезда Буковина Николаев Сумы Полтава Десна Нива Горняк Горняк-Спорт Сталь Д. Тернополь Сталь А.Местоположение стадионов участников первой лиги 2014/2015 \| | \| Динамо-2 Гелиос Александрия Нефтяник-Укрнефть Сталь А. Звезда Буковина Николаев Сумы Полтава Десна Нива Горняк Горняк-Спорт Сталь Д. Тернополь Сталь А.Местоположение стадионов участников первой лиги 2014/2015 \| | Вместимость: 2,500  |
| | \| Динамо-2 Гелиос Александрия Нефтяник-Укрнефть Сталь А. Звезда Буковина Николаев Сумы Полтава Десна Нива Горняк Горняк-Спорт Сталь Д. Тернополь Сталь А.Местоположение стадионов участников первой лиги 2014/2015 \| | \| Динамо-2 Гелиос Александрия Нефтяник-Укрнефть Сталь А. Звезда Буковина Николаев Сумы Полтава Десна Нива Горняк Горняк-Спорт Сталь Д. Тернополь Сталь А.Местоположение стадионов участников первой лиги 2014/2015 \| | \| Динамо-2 Гелиос Александрия Нефтяник-Укрнефть Сталь А. Звезда Буковина Николаев Сумы Полтава Десна Нива Горняк Горняк-Спорт Сталь Д. Тернополь Сталь А.Местоположение стадионов участников первой лиги 2014/2015 \| | \| Динамо-2 Гелиос Александрия Нефтяник-Укрнефть Сталь А. Звезда Буковина Николаев Сумы Полтава Десна Нива Горняк Горняк-Спорт Сталь Д. Тернополь Сталь А.Местоположение стадионов участников первой лиги 2014/2015 \| |                     |
| Сумы | Тернополь | Харьков | Чернигов | Черновцы | Карловка            |
| Юбилейный | Городской | «Солнечный» | Им. Ю. Гагарина | Буковина | Машиностроитель     |
| Вместимость: 25,830 | Вместимость: 16,450 | Вместимость: 4,924 | Вместимость: 12,060 | Вместимость: 12,000 | Вместимость: 1,300  |
| | | | | |                     |
| Динамо-2 Гелиос Александрия Нефтяник-Укрнефть Сталь А. Звезда Буковина Николаев Сумы Полтава Десна Нива Горняк Горняк-Спорт Сталь Д. Тернополь Сталь А.Местоположение стадионов участников первой лиги 2014/2015 | | | | |                     |